# Rosyjski Ruch Narodowosocjalistyczny
Rosyjski Ruch Narodowosocjalistyczny (ros. Русское национал-социалистическое движение) – rosyjskie nazistowskie ugrupowanie polityczne działające na emigracji w Niemczech w latach 1933–1939.
Rosyjski Ruch Narodowo-Socjalistyczny powstał w lutym 1933 roku, krótko po dojściu do władzy Narodowosocjalistycznej Niemieckiej Partii Robotników (NSDAP) i Adolfa Hitlera. Jego założycielem był rosyjski emigrant Andriej Swietozarow. Ugrupowanie współpracowało ściśle z NSDAP, wzorując się na jej programie oraz zewnętrznej symbolice i stylu działania niemieckich nazistów. Jego członkowie nosili na lewym ramieniu czerwoną opaskę z białą swastyką na błękitnym tle. Kolorystyka ta nawiązywała do przedrewolucyjnych barw Rosji. Wkrótce na czele partii stanął książę Paweł Bermondt-Awałow. Jego wpływy zostały rozszerzone poza granice Niemiec: otwarto filie w Paryżu, Pradze, Belgradzie i Londynie. Nawiązano współpracę z, między innymi, powstałym w Belgradzie w 1932 roku rosyjskim Narodowym Związkiem Pracujących, z którym podpisano pakt braterstwa. Rosyjscy faszyści działali w duchu zwalczania bolszewizmu, rozprzestrzeniającego się na całą Europę.
Po podpisaniu, 23 sierpnia 1939 roku, paktu Ribbentrop-Mołotow władze niemieckie oficjalnie zdelegalizowały Rosyjski Ruch Narodowo-Socjalistyczny – w rzeczywistości jednak ograniczyły się tylko do wydania zakazu publicznych wystąpień jego członków, a zwłaszcza udziału w ulicznych demonstracjach. Działalność partii stopniowo zamarła, oprócz sekcji ukraińskiej (współpracującej z abwerą na obszarze zachodniej Ukrainy, anektowanym przez ZSRR).